# گام (موسیقی)

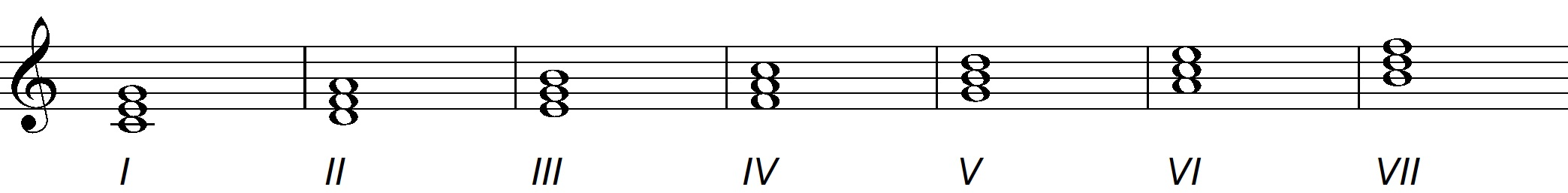
تصویری از گام

گام (به فرانسوی: gamme) توالی چند نت است که به ترتیب ارتفاع مرتب شده‌اند و گستره صوتی‌شان جمعاً دوازده نیم‌پرده متساوی یا یک اکتاو است. گام ممکن است بالارونده یا پایین‌رونده باشد، یعنی ارتفاع نت‌ها در آن به ترتیب صعودی یا نزولی مرتب شده‌باشد.
در موسیقی کلاسیک گام‌ها با استفاده از نیم‌پرده‌های مساوی (بر اساس اعتدال مساوی) تعریف می‌شوند و فواصل کوچکتر از نیم‌پرده (یا ریزپرده) در گام‌های موسیقی کلاسیک وجود ندارند. در موسیقی برخی مناطق دنیا، از جمله موسیقی سنتی ایرانی، ترکی و عربی فواصل کوچکتری نظیر ربع پرده نیز به کار می‌روند.

## نامگذاری
هر گام بر اساس اولین نت همان گام نامگذاری می‌شود، برای مثال، گام «لا» از نت لا شروع شده و پس از پیمودن فاصله‌هایی که به اصطلاح  پرده‌ نامیده میشوند,  به اکتاو یا فاصلهٔ هشتم, یعنی نت «لا» ی بعدی, می‌رسد. قسمت بعدی نام یک گام معرفی‌کنندهٔ مسیری است که برای طی این فواصل تا فاصلهٔ هشتم به کار گرفته می‌شود. برای مثال, گام دو ماژور یا «دو بزرگ» از نت دو شروع می‌شود و فاصله هایش منطبق بر تعریف گام ماژور است.

## انواع گام
گام به‌طور کلی به دو دسته تقسیم می‌شود:
1. گام‌های کروماتیک
2. گام‌های دیاتونیک

### گام‌های کروماتیک
این گام، با آغاز از هر نت (دو, ر, می, … ) به فاصله‌های نیم‌پرده‌ای، (هم نیم‌پردهٔ دیاتونیک و هم نیم‌پردهٔ کروماتیک) به ترتیب نت ها را طی کرده و به تدریج بالا می‌رود تا زمانیکه به نت سیزدهم یا همان "اکتاو" برسد، برای مثال, اگر از نت سل (جایگاه نت: روی خط دوم) شروع کنیم، با طی کردن نیم پرده‌ها به نت سل دربالای خط پنجم می‌رسیم و بدین طریق گام کروماتیک سل را تشکیل میدهیم.
گام کروماتیک خود بر دو گونه است:
_کروماتیک ملودیک
_کروماتیک هارمونیک

### گام دیاتونیک
از آنجا که فاصلهٔ میان نت ها در گروه گام‌های دیاتونیک یکدست و برابر نیست، و از آنجا که الگوی قرارگرفتن این فاصله‌ها در هر چیدمان  با چیدمان دیگر متفاوت است، این گروه انواع گوناگونی را میتواند دربر بگیرد.
دریک رده‌بندی کلی، گام‌های مزبور به دو بخش بزرگ تقسیم می‌شوند،
بخش اول، آن دسته از گام‌ها را شامل است که فاصلهٔ میان نت های متوالی, از فاصله‌های دوگانهٔ پرده و نیم‌پرده تشکیل شده و بخش دوم، گام هایی را تشکیل میدهد که به جای یک فاصله, از فاصله‌های پرده,  نیم‌پرده, یک‌ونیم پرده، یا فاصله(ها) ی دیگری میان نت های خود داشته‌باشند.
گام‌های بخش دوم، به علت مورد استفاده قرار نگرفتن به مدت طولانی در موسیقی امروزی غربی، معمولاً در کتاب‌های تئوری موسیقی مطرح نمی‌شوند

## فهرست گام‌های دیاتونیک موسیقی غربی

### گام‌های ماژور
سل بمل ماژور (فا دیز ماژور)
ر بمل ماژور (دو دیز ماژور)
لا بمل ماژور (سل دیز ماژور)
می بمل ماژور
سی بمل ماژور
فا ماژور
دو ماژور
سل ماژور
ر ماژور
لا ماژور
می ماژور
سی ماژور

### گام‌های مینور
ر بمل مینور (دو دیز مینور)
لا بمل مینور (سل دیز مینور)
می بمل مینور (ر دیز مینور)
سی بمل مینور (لا دیز مینور)
فا مینور (می دیز مینور)
دو مینور
سل مینور
ر مینور
لا مینور
می مینور
سی مینور
فا دیز مینور